# Młodzieżowe Indywidualne Mistrzostwa Polski na Żużlu 1978
Młodzieżowe Indywidualne Mistrzostwa Polski na Żużlu 1978 – zawody żużlowe, mające na celu wyłonienie medalistów młodzieżowych indywidualnych mistrzostw Polski w sezonie 1978. Rozegrano cztery turnieje ćwierćfinałowe, dwa półfinałowe oraz finał, w którym zwyciężył Wiesław Patynek.

## Finał
- Leszno, 17 sierpnia 1978

| Msc. | Zawodnik                | Klub         | Pkt |             |  |
| ---- | ----------------------- | ------------ | --- | ----------- |  |
| 1    | Wiesław Patynek         | Bydgoszcz    | 15  | (3,3,3,3,3) |  |
| 2    | Andrzej Huszcza         | Zielona Góra | 14  | (3,3,3,3,2) |  |
| 3    | Roman Jankowski         | Leszno       | 13  | (2,2,3,3,3) |  |
| 4    | Mieczysław Kmieciak     | Rybnik       | 12  | (3,3,2,3,1) |  |
| 5    | Stanisław Turek         | Leszno       | 11  | (2,1,3,2,3) |  |
| 6    | Henryk Olszak           | Zielona Góra | 9   | (3,0,2,2,2) |  |
| 7    | Andrzej Marynowski      | Gdańsk       | 8   | (1,3,t,1,3) |  |
| 8    | Czesław Miastkowski     | Toruń        | 6   | (1,0,2,1,1) |  |
| 9    | Alfred Siekierka        | Opole        | 6   | (2,2,1,w,1) |  |
| 10   | Wojciech Żabiałowicz    | Toruń        | 6   | (1,1,2,w,2) |  |
| 11   | Jan Puk                 | Gniezno      | 5   | (0,2,1,1,1) |  |
| 12   | Stanisław Kępowicz      | Tarnów       | 4   | (2,0,0,0,2) |  |
| 13   | Kazimierz Wójcik        | Gniezno      | 4   | (0,2,u,2,d) |  |
| 14   | Edward Gawełczyk        | Tarnów       | 3   | (0,1,0,2,–) |  |
| 15   | Krzysztof Głowacki      | Bydgoszcz    | 3   | (1,1,u,1,u) |  |
| 16   | Władysław Bembnista     | Bydgoszcz    | 1   | (0,0,1,0,0) |  |
|      | rez. Ryszard Buśkiewicz | Gniezno      | 1   | (1,w)       |  |
|      | rez. Henryk Brodala     | Leszno       | ns  |             |  |